# Carl Shutt
Carl Shutt (Sheffield, 10 ottobre 1961) è un ex calciatore inglese, di ruolo attaccante.

## Palmarès

### Giocatore

#### Competizioni nazionali
- Campionato inglese di seconda divisione: 1

Leeds: 1991-1992

### Allenatore

#### Competizioni nazionali
- Southern Football League: 1

Kettering Town: 2001-2002